# Glorup
Glorup je panské sídlo, které se nachází mezi městy Nyborg a Svendborg na jihovýchodě dánského ostrova Fyn. O původní (mnohem starší) stavbě na tomto místě není skoro nic známo. V 18. století byly uskutečněny tři přestavby zámku, z nich nejvýznamnější proběhla podle návrhu Nicolase-Henriho Jardina a jeho žáka Christiana Josepha Zubera v letech 1763–1765. Je považován za jeden z nejlepších a nejzachovalejších barokních komplexů v Dánsku a v roce 2006 byl zámek vybrán mezi dvanáct nejvýznamnějších architektonických a krajinářských děl dánského kulturního dědictví a zapsán na seznam tzv. Dánského kulturního kánonu.

## Architektura zámku
Zámek Glorup tvoří čtyři nízká bíle omítnutá křídla s okenními rámy, římsami a pilastry částečně natřenými žlutou barvou. Je zakončen velkou mansardovou střechou z černých glazovaných tašek. Fládr na střeše byl přistavěn v letech 1773 až 1775. K hlavnímu vchodu vede široké schodiště a podobné schody jsou i na severní a jižní straně domu. Uvnitř se nachází řada elegantních místností, zejména zlatobíle zdobená jídelna a vstupní hala s dvojitým schodištěm.
Kaple z roku 1898 je postavena v novogotickém stylu. Má katolický interiér a záhrobní kapli.

## Zámecký park
Zámek se nachází ve zvlněné krajině s mnoha jezírky a bažinami. Park má dvě části, formální francouzskou barokní zahradu a anglo-čínskou zahradu. Jsou ohraničeny dlouhými, téměř rovnoběžnými lipovými alejemi, které vystupují do okolí. Anglo-čínská zahrada, založená v polovině 18. století, je jedním z prvních romantických zahradních komplexů v Dánsku. V parku se nacházejí duby a ovocné stromy, ale i exotické druhy, jako jsou sekvoje obrovské, jinany a tulipánovník. Klikaté cesty spojují pavilony, sochy, vázy a zrcadlové jezírko.

### Obelisk
Obelisk v parku připomíná rodinné setkání na zámku Glorup v roce 1778. Na tabulích jsou zaznamenána jména a tituly 32 členů rodiny, kteří byli při této příležitosti přítomni. Autorem pomníku je královský sochař Johannes Wiedewelt. Nápis prozrazuje přání hostitelky, aby její rodina žila navždy v příbytcích blahoslavených.

### Blázinec
V parku se nachází také blázinec z roku 1868, postavený ve tvaru malého chrámu se šesti dórskými sloupy, v němž je umístěna socha Andromedy od Johannese Wiedewelta z roku 1764, která byla původně umístěna v Moltkeho sídle v Kodani, jež je nyní součástí královského paláce Amalienborg. Znázorňuje Andromedu, která byla jako boží trest za chvástání své matky připoutána ke skále jako oběť mořské příšeře.

### Ruiny mostu
Dalším romantickým prvkem, který se nacházel nedaleko chrámu, byl visutý most překlenující rokli. Most postavený v roce 1867 byl dlouhý 138 metrů. Dnes z něj zbyly jen věže.

### Nápis na kameni
Na ostrůvku se nachází kámen s rozporuplným nápisem ve francouzštině, který zní: „La nudité de ce monument sans Epitaphe et sans Inscription dit aux âmes sensible et honnêtes tout ce qu'il est possible de dire“. Česky: „Nahota tohoto pomníku bez epitafu a bez nápisu říká citlivým a čestným duším vše, co je možné říci“.

## Vlastníci zámku
Zadavatelem oceňované barokní přestavby zámku byl Adam Gottlob Moltke. A rodina Moltke (od roku 1843 Moltke-Huitfeldt) je stále vlastníkem zámků Glorup a Rygaard. Dnešní budova zámku Glorup je téměř ve všech ohledech stejná jako po přestavbě v roce 1765. Domácí farma byla v roce 1860 přemístěna mimo hlavní budovu. Rozlehlý park je veřejně přístupný. Celková plocha panství Glorup společně s panstvím Rygaard je 1132 hektarů.

## Fotogalerie

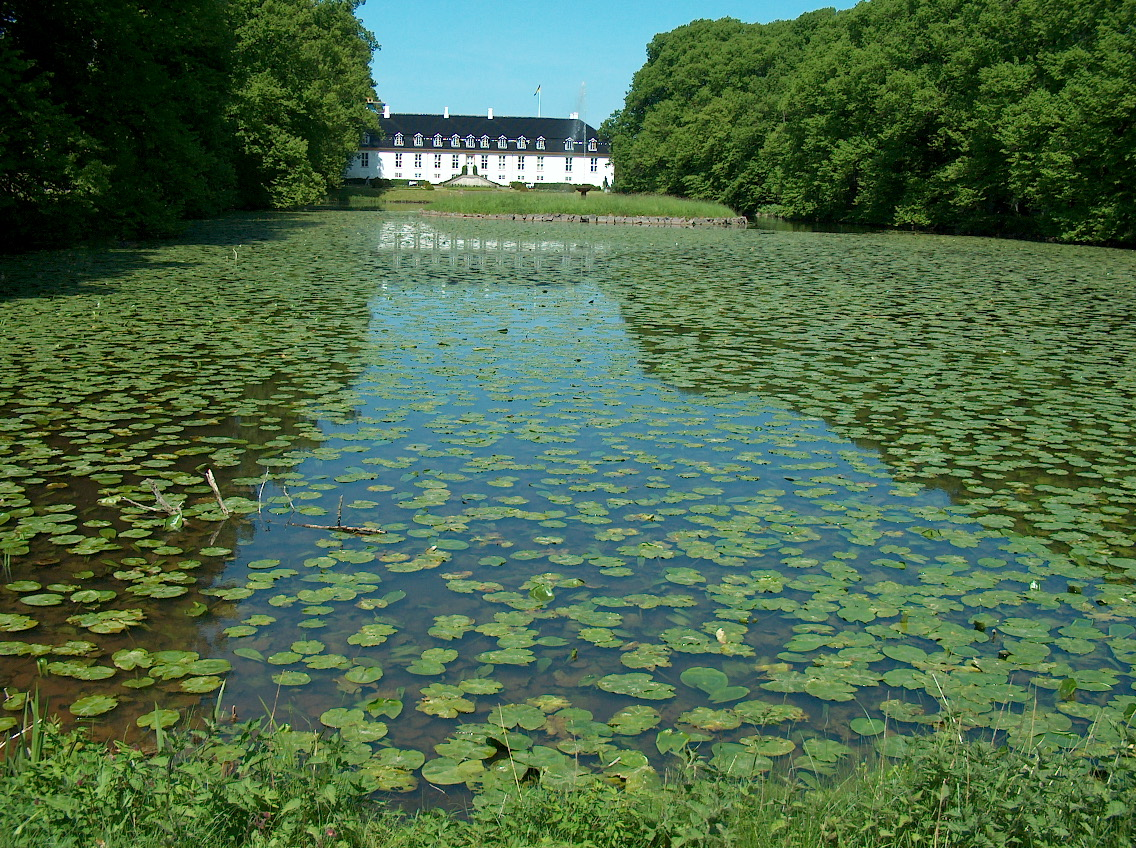
Pohled přes jezero
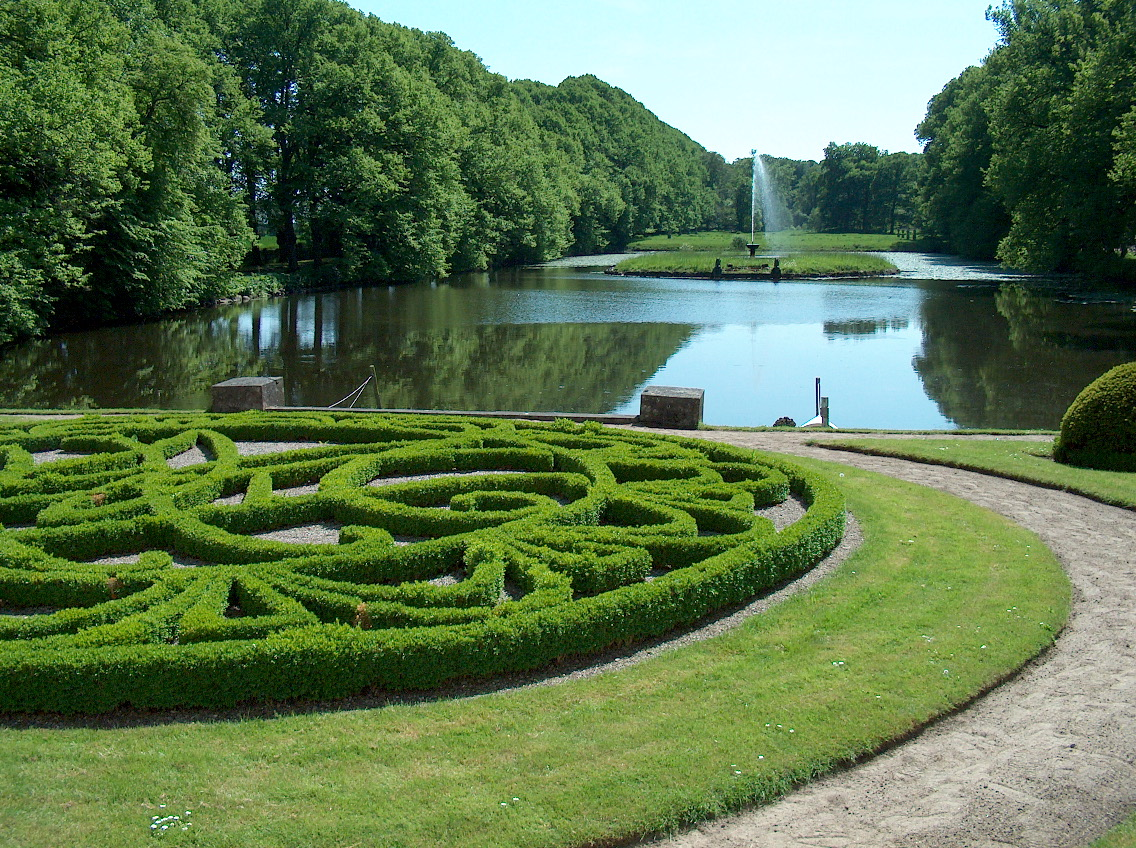
Park a jezero
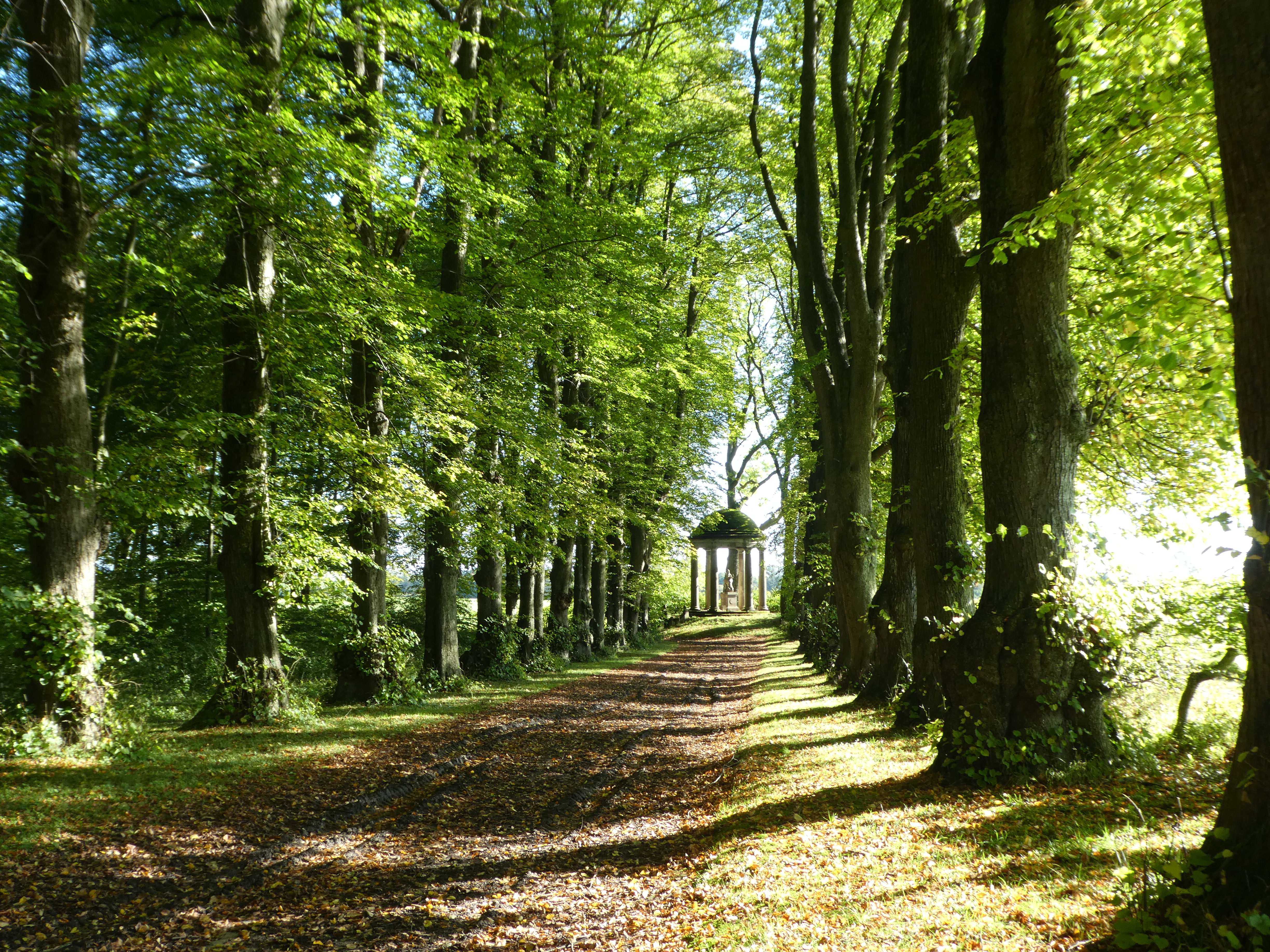
Alej
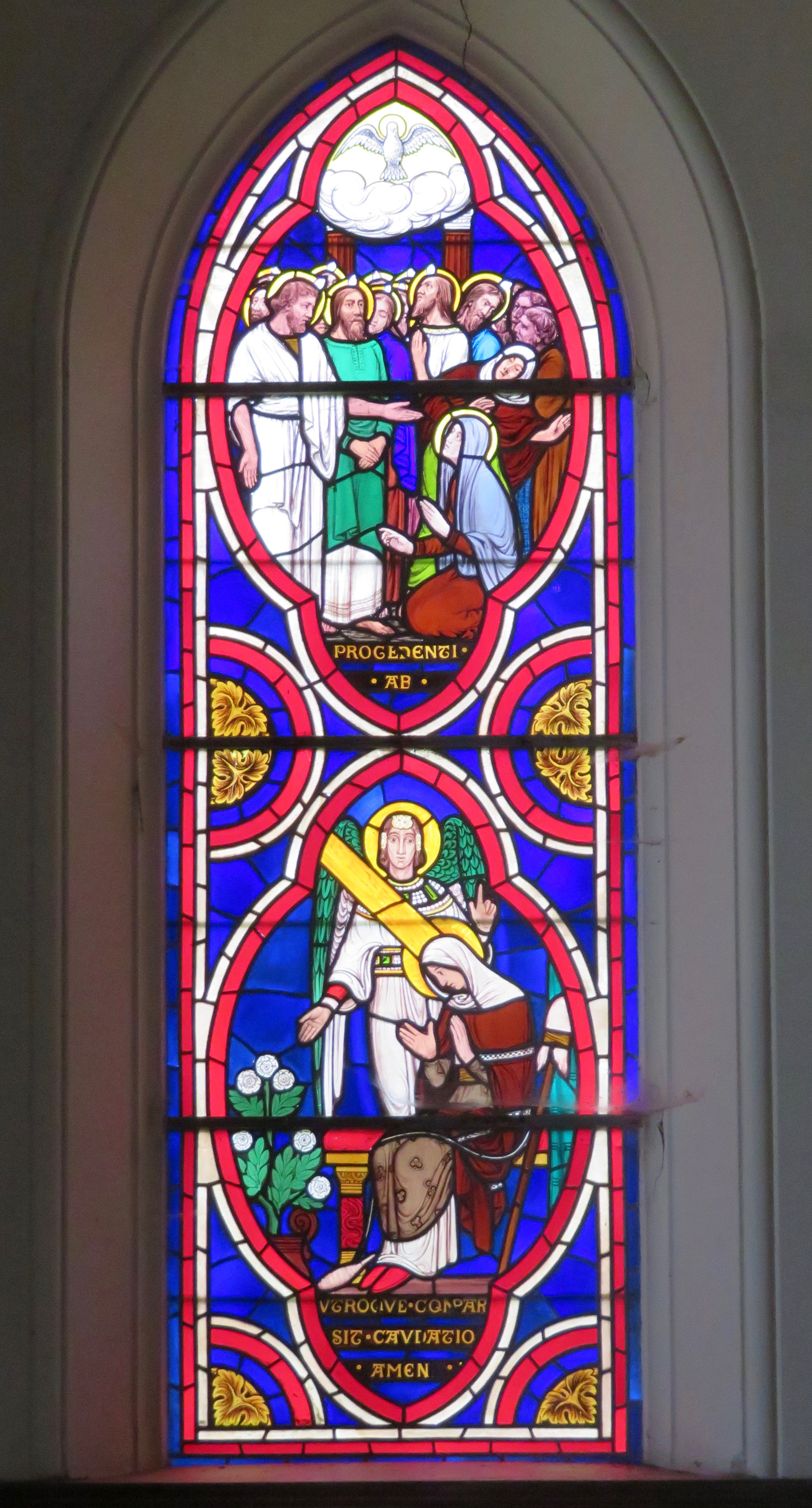
Jedno z řady oken